# توتسینگ
توتسینگ (به آلمانی: Tutzing) یک شهر در آلمان است که در بایرن واقع شده‌است.

## خصوصیات
توتسینگ ۳۵٫۶۳ کیلومترمربع مساحت دارد ۶۱۱ متر بالاتر از سطح دریا واقع شده‌است.